# Nová Roveň
Nová Roveň je malá vesnice, část obce Městečko Trnávka v okrese Svitavy. Nachází se asi 6 km na východ od Městečka Trnávky. V roce 2009 zde bylo evidováno 17 adres. V roce 2001 zde trvale žilo 7 obyvatel.
Nová Roveň leží v katastrálním území Stará Roveň o výměře 3,8 km2.

## Historie
Vznikla roku 1786 parcelací panského dvora Petra a Heřmana Blümegenových. Původně byla nazývána Dvorkem. Toto pojmenování se udrželo dodnes. Roku 1793 čítala 22 domů a 90 obyvatel, roku 1921 - 97 obyvatel (všichni české národnosti), roku 1930 - 22 domů a 91 obyvatel, roku 1946 má společné číslování s bývalou Starou Rovní. Nová Roveň patřila od počátku do Vranové Lhoty, od roku 1893 do Staré Rovně, nyní do Městečka Trnávky. V 19. století byla samostatnou obcí a podle obecní pečetě z roku 1791 měla ve znaku strom mezi dvěma srpy.
Okolo vesničky se rozkládá Přírodní park Bohdalov-Hartinkov.

## Turistika
Obcí prochází žlutá značená trasa  U Balatkova mlýna - Nová Roveň - Bezděčí u Trnávky - Mezihoří - Městečko Trnávka - Rozstání - Svojanov - dvůr

## Fotogalerie

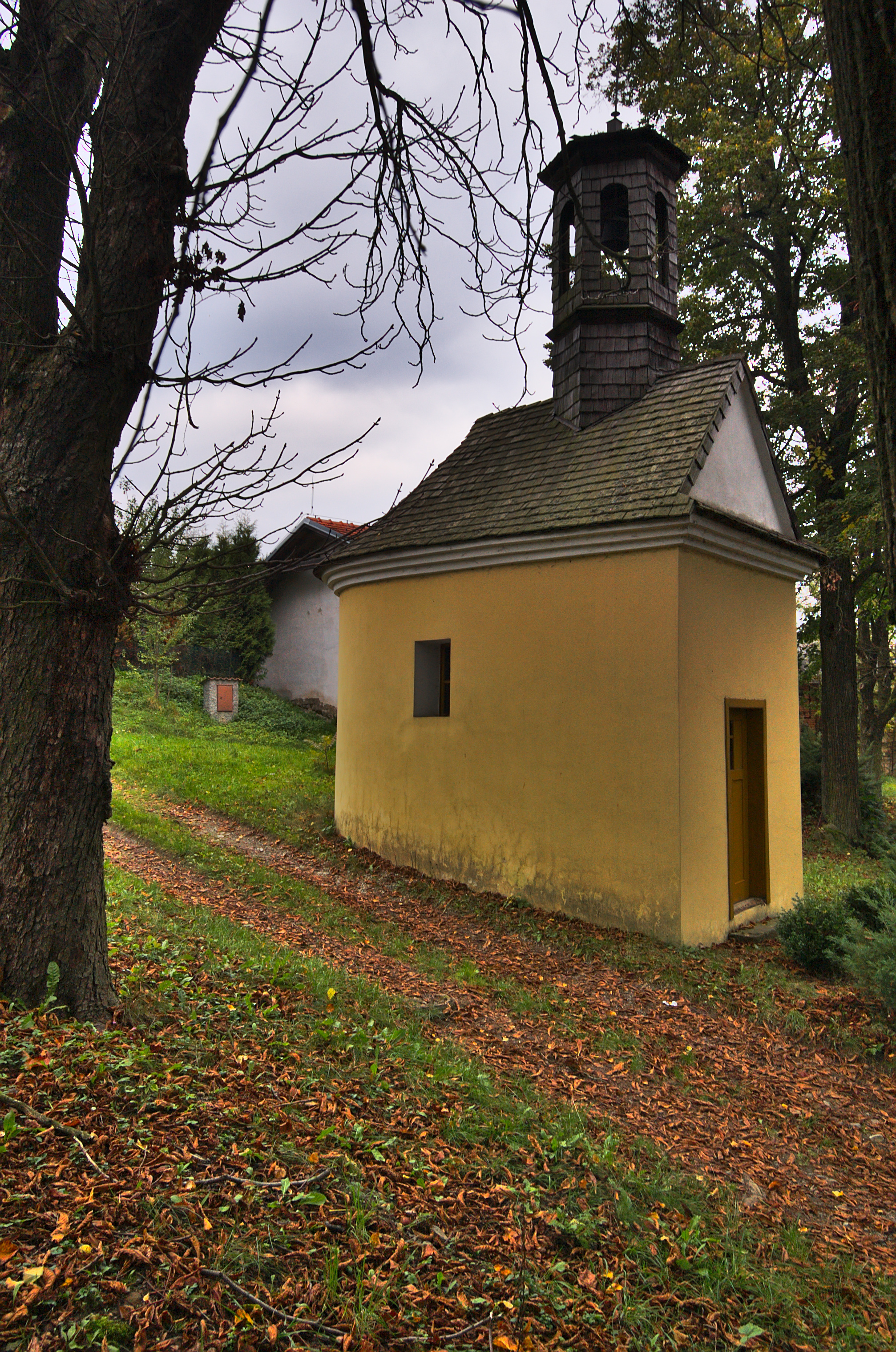
Kaple
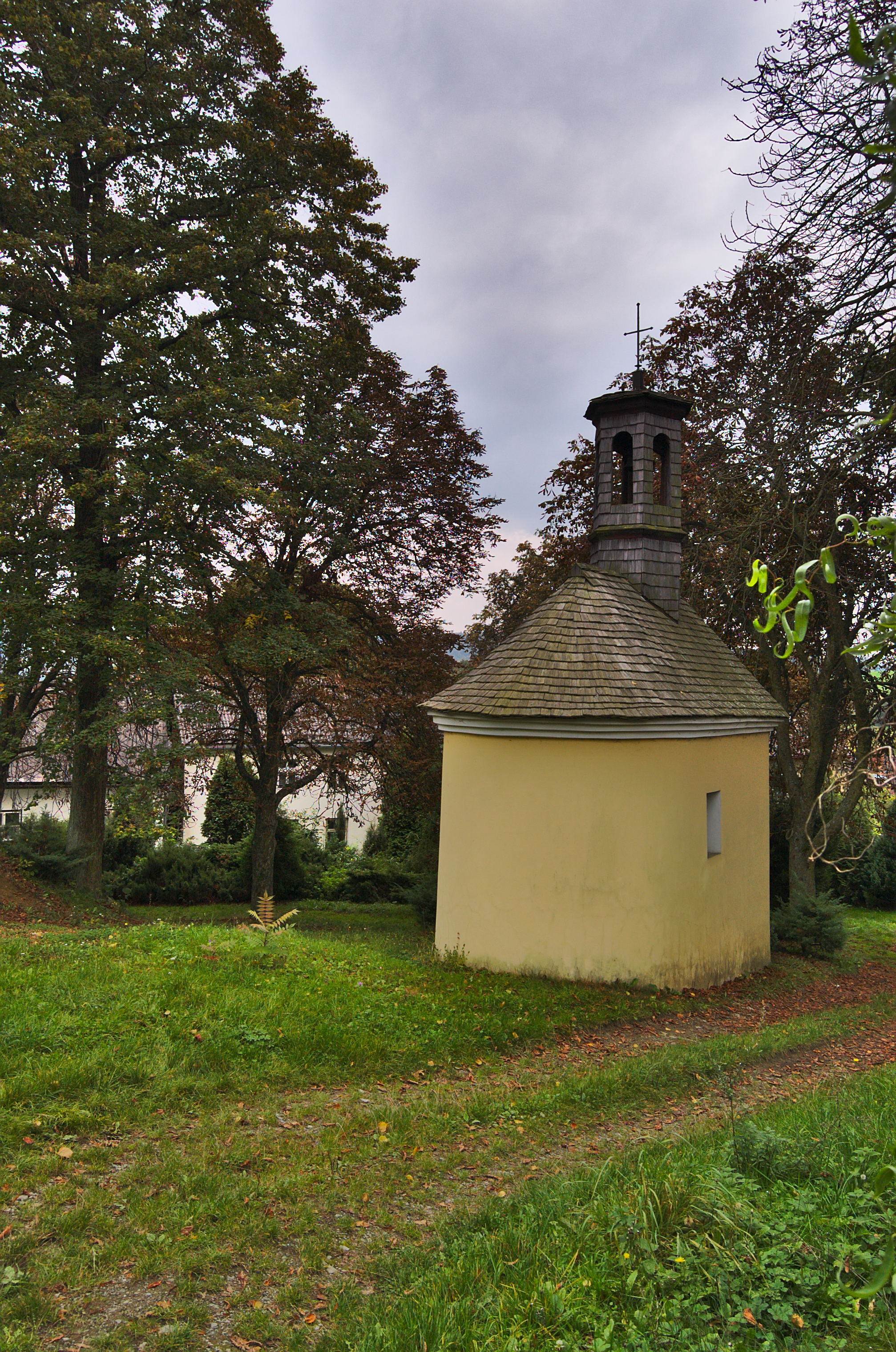
Kaple zezadu
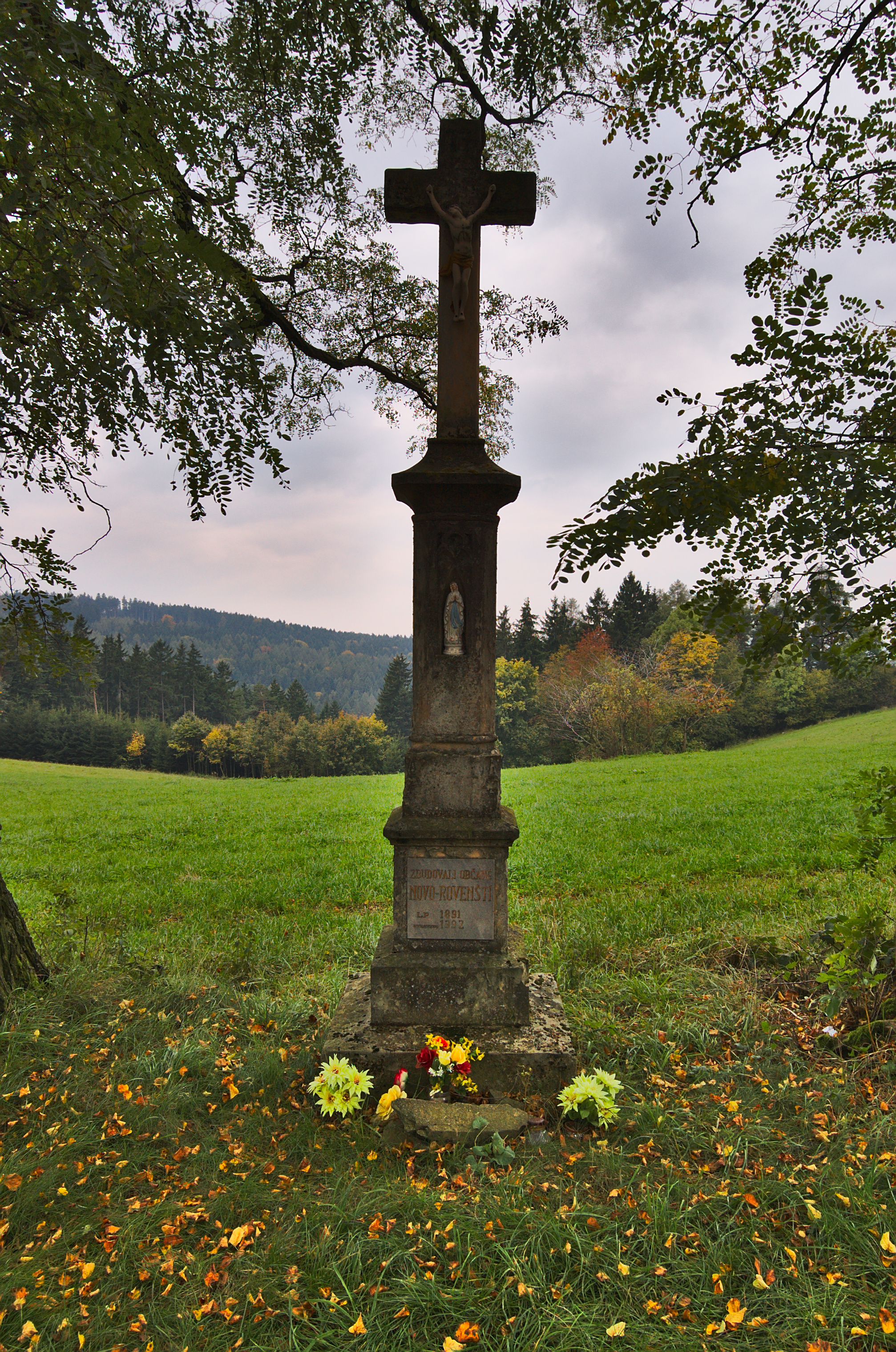
Kříž
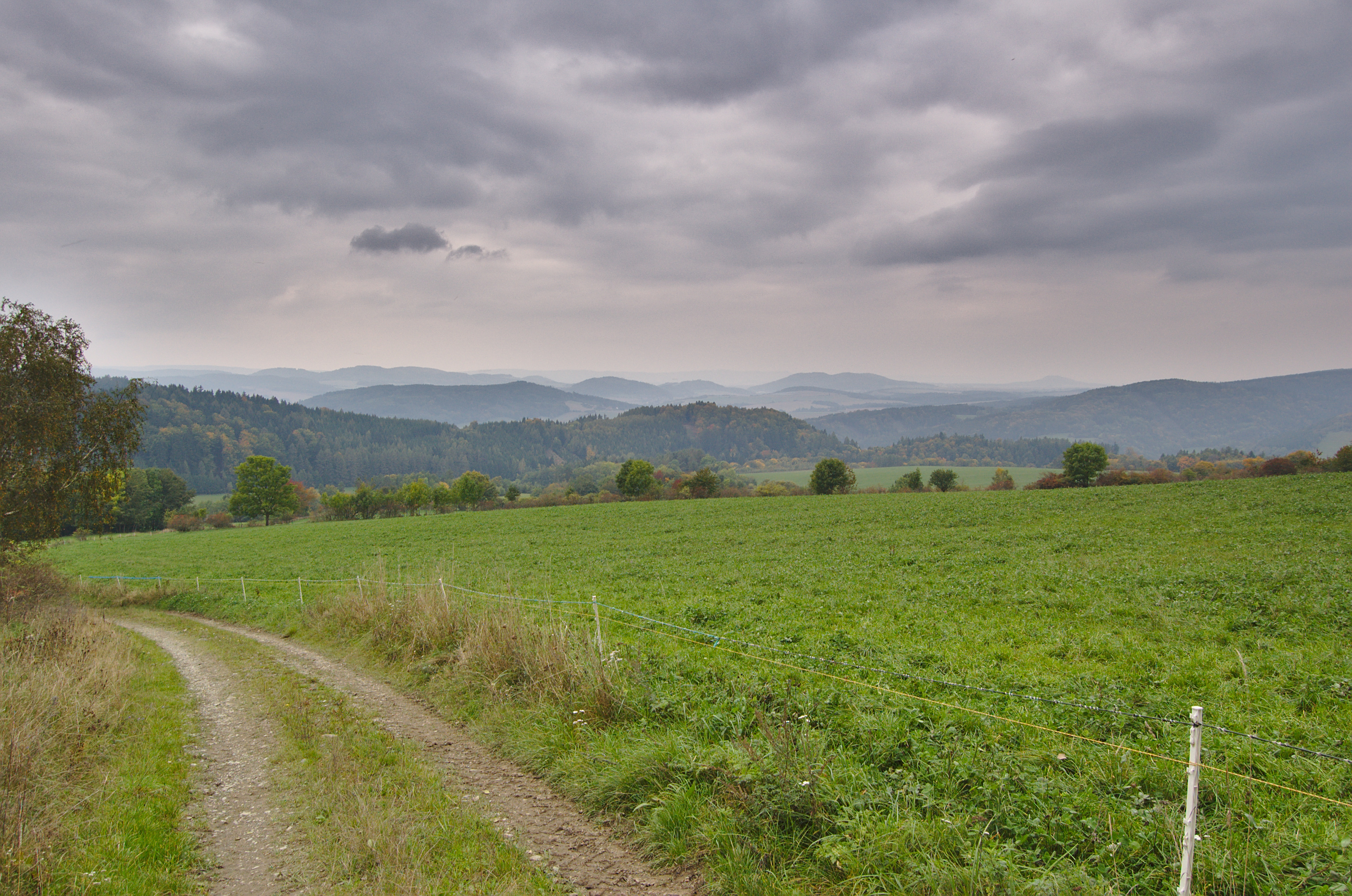
Pohled z polní cesty z Nové Rovně do Staré Rovně